# Gliese 205
Gliese 205 là gần như là một Sao lùn đỏ thuộc loại quang phổ M1.5, nằm trong chòm sao Lạp Hộ cách Trái đất khoảng 18,45 năm ánh sáng.

## Lịch sử quan sát
Một định danh của ngôi sao này, được sử dụng trong cột "Tên khám phá" của Bảng 4 của Kirkpatrick et al. (2012), là Strb. 1611.  Tên này được lấy từ van de Kamp (1930) .
Trong số các định danh khác, định danh xuất hiện sớm nhất là WBV 592 hoặc Weisse I, 5 h 592 (Maximiliano Weisse; Friedrich Bessel, Positiones mediae stellarum fixarum I, 1846).  Danh mục này dựa trên các quan sát do Bessel thực hiện năm 1821–1833 và được xuất bản vào năm 1822–1838 trên tạp chí Astronomische Beobachtungen auf der königlichen Universitäts-Sternwarte ở Königsberg với tên gọi "Beobachtungen der Sterne, nach Zonen der Abweichung angestellt". Gliese 205, có lẽ, đã được quan sát vào ngày 8 tháng 1 năm 1823 tại khu vực 140.

## Hệ hành tinh
Năm 2019, hai hành tinh ứng cử viên đã được phát hiện bằng phương pháp vận tốc xuyên tâm.
| Thiên thể đồng hành (thứ tự từ ngôi sao ra) | Khối lượng     | Bán trục lớn (AU) | Chu kỳ quỹ đạo (ngày) | Độ lệch tâm  | Độ nghiêng | Bán kính |
| ------------------------------------------- | -------------- | ----------------- | --------------------- | ------------ | ---------- | -------- |
| b                                           | 103+43 −39 M🜨  | 0109+0010 −0011   | 16938+0011 −0022      | 011+021 −011 | —          | —        |
| c                                           | 138+107 −97 M🜨 | 0.689±0.068       | 2708+57 −88           | 004+024 −004 | —          | —        |